# Ornistomus bicinctus
Ornistomus bicinctus är en skalbaggsart som beskrevs av Thomson 1864. Ornistomus bicinctus ingår i släktet Ornistomus och familjen långhorningar.
Artens utbredningsområde är Uruguay. Inga underarter finns listade i Catalogue of Life.